# 東京都立秋留台高等学校
東京都立秋留台高等学校（とうきょうとりつ あきるだいこうとうがっこう、英: Tokyo Metropolitan Akirudai High School）は、東京都あきる野市平沢に所在する東京都立高等学校。

## 概要
全日制課程・学年制・普通科の高校学校。2003年（平成15年度）より「支援教育を行う普通学校」の一つ、「エンカレッジスクール」に指定された。
そのため入試においては学力検査を実施していない。

## 沿革
- 1977年 開校
- 2003年 エンカレッジスクールの指定を受ける
- 2006年11月 創立30周年記念式典
- 2016年11月 創立40周年記念式典
- 2018年 4月 特別支援教育を推進する教育課程の開設

## 所在地
- 東京都あきる野市平沢153-4

## 交通
出典 : 
電車
| 路線名     | 最寄り駅 | 徒歩所要時間 |
| ---------- | -------- | ------------ |
| JR五日市線 | 東秋留駅 | 20分         |
| JR五日市線 | 秋川駅   | 22分         |

バス
| 運行事業者 | 乗車駅 | 系統                                                        | 下車停留所               |
| ---------- | ------ | ----------------------------------------------------------- | ------------------------ |
| 西東京バス | 秋川駅 | 草花方面                                                    | 「秋川ふれあいセンター」 |
| 西東京バス | 福生駅 | 五30・五32・五33 ・五34・福22・福23・福26・福27・福28・福29 | 「草花」、徒歩10分       |

## 著名な出身者
- 磯部友希 - 総合格闘家
- 泉美幸 - 元女子サッカー選手
- 金崎浩之 - 弁護士 ※中退
- 中島保 - お笑い芸人
- ジャッジ金子 - プロレスリング・レフェリー